# Gentle On My Mind (musikalbum)
Gentle on My Mind är den amerikanske sångaren Glen Campbells sjätte album, släppt 1967 på Capitol Records. Albumet producerades av Al De Lory, som tillsammans med Leon Russell dirigerade och arrangerade albumet.

## Bakgrund
Albumets titelspår är Gentle on My Mind, en låt skriven av John Hartford. Campbell sägs ha hört låten i dess originalversion av låtskrivaren på radion och föll tycke för låten med anledning av dess tema som minnen av förlorad kärlek. Campbell var vid denna tid artist under Capitol Records men hade svårt att slå igenom som ett namn för den stora massan. Sångaren samlade en grupp musiker han jobbat med tidigare, en grupp kallad för "The Wrecking Crew" som han spelade in en demo av låten tillsammans med. Mellan rader i låten kunde det höras att Campbell skrek instruktioner till de övriga musikerna. När producenten. Al De Lory fick demon, gillade han den både som sång och inspelning och beslutade sig för att ta inspelningsbandet tillbaka till studion för att klippa bort instruktionerna som fanns på bandet för att släppa låten som en singel. Därigenom kom även sången att bli Campbells stora genombrott. 

## Spår på albumet[1]

### A-sidan
1. Gentle on my mind (2:56) - John Hartford
2. Catch The Wind (2:14) - Donovan
3. It's Over (2:01) - Jimmie Rodgers
4. Bowling Green (2:17) - Terry Slater
5. Just Another Man (2:10) - Glen Campbell/Joe Allison
6. You're My World (2:33) - Sigman/Paoli/Binde

### B-sidan
1. The World I Used To Know (2:22) - Red McKuen
2. Without Her (2:12) - Harry Nilsson
3. Mary In The Morning (3:00) - John Cymbal/Mike Lendell
4. Love Me As Though There Were No Tomorrow (2:38) - Adamson/McHugh
5. Cryin' (2:50) - Roy Orbinson